# كيومرث

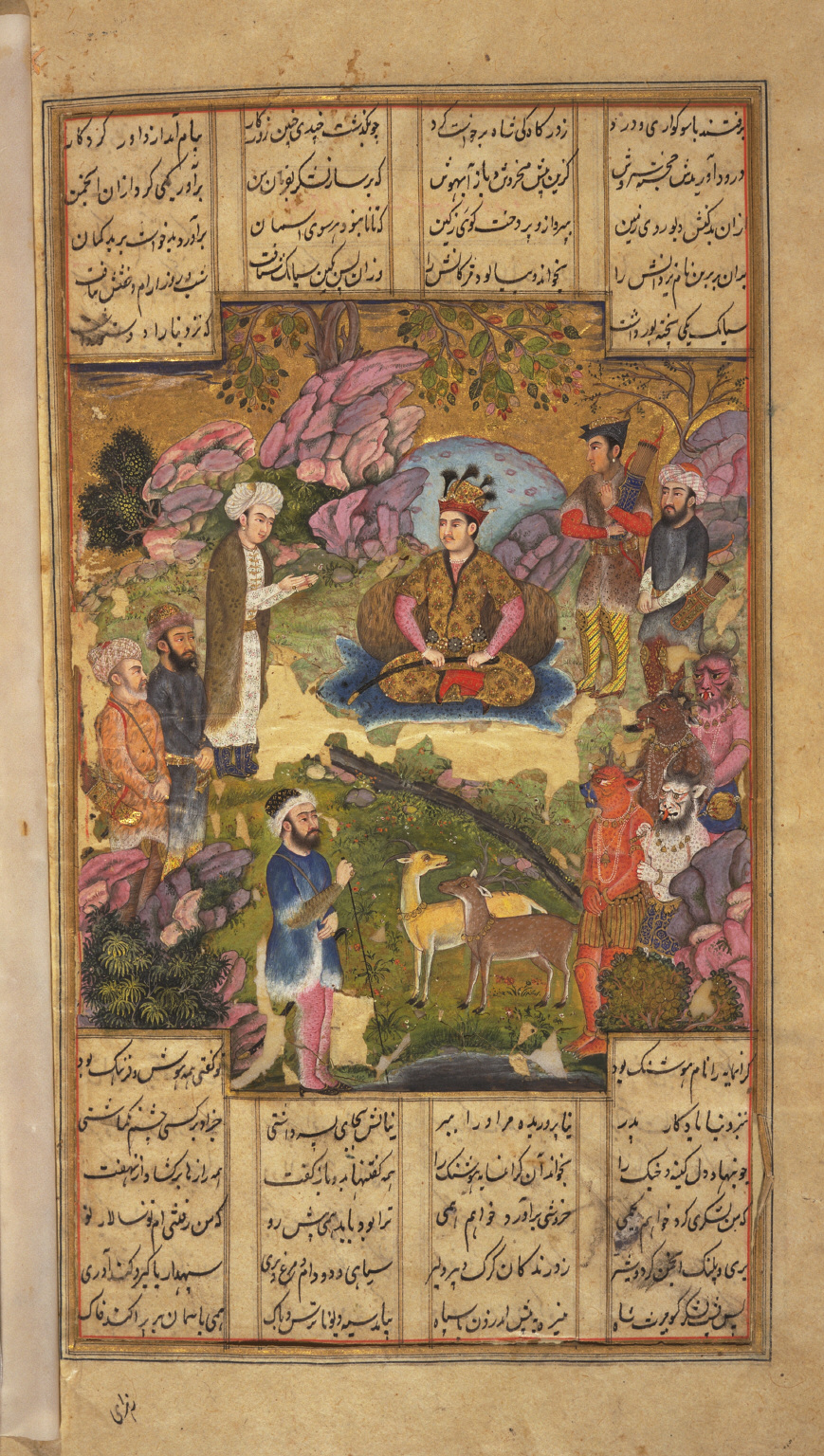
كان كيومرث أوّل من ملك العالم حسب الشاهنامة

كيومرث أو جيومرث أوّل ملوك الفرس حسب الشاهنامة وقد ذكر اسمه في الأساطير الإيرانية الدينية والتاريخية. وهو الإنسان الاوّل في الأبستاق وهو الذي نسلت منه الأمم الآرية.

## في الأساطير والتواريخ
و في بندهش، أن هرمزد خلق شيئين هما أصل الإنسان وأصل الحيوان والنبات. وذانك كيومرث والثور الأوّل. عاشا سعيدين في ملك هرمزد ثلاثة آلاف سنة. ثم ظهر اهرمن فقتلهما بدأ بالثور وبعد ثلاثين سنة قتل كيومرث (أن مدّة ملك كيومَرث في الشاهنامه ثلاثون سنة). نتج من الثور حين موته أصل الحيوان والنبات، ومن كيومرث حين موته الزوجان الأوّلان:مشيا ومشيانه ومعنى مشيا رجل (مثل آدم). فنسلا نسلا كان منه سيامك(ابن كيومرث في الشاهنامه).
و تفصيل هذا في« الآثار الباقية» في روايتين:
خلاصة الأولى أن اللّه أعجب بالعالم فتولد من هذه الفكرة أهرمن. ثم تحير في أهرمن فعرق جبينه ومسح ذلك ورمى به فكان كيومرث وأرسله إلى أهرمن من فقهره وركبه وطاف به في العالم.
ثم سأل أهرمن كيومرث ما أبغض الأشياء اليه وأفظعها؟ فأجابه أنه يخاف من جهنم خوفا شديدا. فلما بلغ به جهنم جمح واحتال حتى رماه ثم علاه وسأله من أين يبدأ أكله؟ فقال كيومرث- وهو يعلم أن أهرمن سيخالف قوله-: ابدأ بالرجلين لأتمتع بالنظر إلى العالم فبدأ أهرمن بالرأس.
فلما بلغ الصلب قطرت منه قطرتا نطفة على الأرض فنبت منها ريباستان تولد منهما«ميشى» و«ميشانه» ويقال لهما أيضا«ملهى» و«ملهِيانه» ويسميهما محبوس خوارزم«مرة» و«مرتانه».
و خلاصة الرواية الثانية - أن كيومرث مكث في الجنة ثلاثة آلاف سنة هي آلاف الحمل والثور والجوزاء. ثم هبط إلى الأرض وعاش آمنا مطمئنا ثلاثة آلاف أخرى- آلاف السرطان والأسد والسنبلة. وكان يعيش في الجبال وقد رزق جمالا لم يره حيوان إلا بهت وغشى عليه. ثم ظهر الشر مع أهرمن وكان له ابن يسمى خزورة فتعرّض لكيومرت فقتله كيومرث. فتظلم أهرمن إلى اللّه وأراد اللّه أن يقاصه به حفظا للعهود التي بينهما. فأرى كيومرث عواقب الدنيا والقيامة حتى اشتاق للموت ثم قتله فقطرت من صلبه قطرتان في جبل دامداد باصطخر ونبت منهما شجرتا ريباس ظهر عليها الأعضاء في أوّل الشهر التاسع وتمت في آخره وتأنستا وهما«ميشى» و«ميشانه». ولبثا خمسين سنة ناعمين مستغنيين عن الطعام والشراب. ثم ظهر لهما أهرمن في صورة شيخ فحملهما على تناول فواكه الأشجار. فأكلا ووقعا في الشرور والبلايا. وظهر فيهما الحرص حتى أكلا ولدهما. ثم ألقى اللّه في قلوبهما رأفة. ثم ولدا ستة أبطن. وكان السابع«سيِامك» و«فراوَك» وقد تزاوجا فولد لهما أو شهنَج.و في الإشراف والتنبيه للمسعودى«ميشا» و«ميشانى» و«مهلا» و«مهلينه».
و كيومرث عند جمهور مؤرّخى الفرس كآدم عند الساميين، وبعضهم ينميه إلى نوح أو آدم ولا يختلف الفرس أنه أوّل إنسان. ملك على الناس. ويلقب كِل شاه ومعناه ملك الطين أو الملك العظيم. ويلقب كذلك. «كرشاه» أي ملك الجبل. ويقال أنه أوّل من تكلم الفارسية، وأنه هو إيران الذي ينسب اليه الإيرانيون، وأن مقرّ ملكه كان اصطخر أو دباوند. وينسب اليه بناء مدائن اصطخر وبلخ ودماوند وفيروزان. وقد عاش ألف سنة ملك منها أربعين أو ثلاثين.

## ولادة كيرموث
في بعض الروايات الزورانية، ورد أن زورفان كان له زوجة وأنجب أطفالاً من أهورا مزدا وأهريمان ، وفي وقت لاحق، تزوج أهورا مزدا أمه وأنجب منها أطفالاً، بما في ذلك الشمس والكلاب والخنازير والحمير والماشية
ولكن في تقاليد زرادشتية أخرى (غير رواياتالزورانية)، يُقال إن أهورا مزدا تزوج ابنته سبنتا أرمايتي وأنجبت له كيومرش، ثم أنجبت له ماشيا وماشيانا . وتُعتبر هذه التقاليد أن كيومرش وُلد من نفس أم ماشيا وماشيانا، وليس أن ماشيا وماشيانا هما ابنا كيومرث

## في الشاهنامة
كان كيومرث أوّل من ملك العالم وكان أوّل من لبس جلود السباع وكان كل يوم يحضر الجن والإنس ببابه علي الرسم الخدمة له. وقتل سيامك بن كيومرث بيد اهرمن. ذهب كيومرث لحرب اهرمن والطلب لثار ابنه. وكان للمقتول ابن يسمى هوشنغ. وولاه زعامة جيشه ونجح هوشنغ. ومات كيومرث في الإيران وكان مدة ملكه في الشاهنامة ثلاثون سنة. وكان كيومرث من الأنبياء حسب الشاهنامة وسروش هو الملك الذي كان ينزل بالوحي والذي عزي كيومرث عن قتل ابنه.

## انظر ايضا
- الكيومرثية